# Cracovia (piłka nożna) w sezonie 2024/2025
Ten artykuł dotyczy trwającego lub niedawnego wydarzenia sportowego. Informacje w nim zamieszczone mogą się zmienić lub zdezaktualizować wraz z postępem zdarzenia. Początkowe doniesienia, wyniki lub statystyki mogą być niepewne. Ostatnie aktualizacje do tego artykułu mogą nie odzwierciedlać najbardziej aktualnych informacji.
Cracovia w sezonie 2024/2025 - 45. sezon drużyny w Ekstraklasie.

## Skład
Stan na 22 lutego 2025
| Nr | Poz. | Piłkarz                     |
| -- | ---- | --------------------------- |
| 3  | OB   | Andreas Skovgaard           |
| 4  | OB   | Gustav Henriksson           |
| 5  | OB   | Virgil Ghiță                |
| 6  | PO   | Amir Al-Ammari              |
| 7  | NA   | Mick van Buren              |
| 9  | NA   | Benjamin Källman            |
| 10 | PO   | Martin Minczew              |
| 11 | PO   | Mikkel Maigaard             |
| 13 | BR   | Sebastian Madejski          |
| 14 | NA   | Ajdin Hasić                 |
| 15 | OB   | Kamil Glik (trzeci kapitan) |
| 16 | OB   | Bartosz Biedrzycki          |
| 18 | PO   | Filip Rózga                 |
| 19 | OB   | Davíð Kristján Ólafsson     |
| 21 | NA   | Kacper Śmiglewski           |
| 22 | OB   | Arttu Hoskonen              |

| Nr | Poz. | Piłkarz                     |
| -- | ---- | --------------------------- |
| 23 | PO   | Fabian Bzdyl                |
| 24 | OB   | Jakub Jugas (drugi kapitan) |
| 25 | OB   | Otar Kakabadze (kapitan)    |
| 26 | BR   | Jakub Burek                 |
| 27 | BR   | Henrich Ravas               |
| 28 | PO   | Dawid Polak                 |
| 33 | OB   | Kuba Pestka                 |
| 39 | OB   | Mauro Perković              |
| 43 | BR   | Konrad Golonka              |
| 47 | PO   | Wiktor Mamroł               |
| 66 | OB   | Oskar Wójcik                |
| 72 | PO   | Oskar Lachowicz             |
| 77 | OB   | Patryk Janasik              |
| 86 | PO   | Mateusz Pomietło            |
| 88 | PO   | Patryk Sokołowski           |

### Przybyli
| Data transferu    | Pozycja | Numer | Piłkarz            | Z klubu                | Rodzaj transferu                   | Źródło        |
| ----------------- | ------- | ----- | ------------------ | ---------------------- | ---------------------------------- | ------------- |
| 26 czerwca 2024   | BR      | 26    | Jakub Burek        | Wisła Płock            | wypożyczenie                       | [ 2 ] [ 3 ]   |
| 29 czerwca 2024   | OB      | 16    | Bartosz Biedrzycki | Polonia Warszawa       | transfer definitywny               | [ 4 ] [ 5 ]   |
| 1 lipca 2024      | OB      | 77    | Patryk Janasik     | Śląsk Wrocław          | wolny zawodnik                     | [ 6 ]         |
| 14 lipca 2024     | BR      | 27    | Henrich Ravas      | New England Revolution | transfer definitywny               | [ 7 ] [ 8 ]   |
| 15 lipca 2024     | NA      | 7     | Mick van Buren     | Slavia Praga           | transfer definitywny               | [ 9 ] [ 10 ]  |
| 15 lipca 2024     | PO      | 72    | Oskar Lachowicz    | Legia Warszawa U19     | transfer definitywny               | [ 11 ]        |
| 15 lipca 2024     | OB      | 33    | Kuba Pestka        | Cracovia U19           | przeniesienie do pierwszej drużyny | [ 12 ]        |
| 17 lipca 2024     | PO      | 6     | Amir Al-Ammari     | Halmstads BK           | transfer definitywny               | [ 13 ]        |
| 1 sierpnia 2024   | NA      | 14    | Ajdin Hasić        | Beşiktaş JK            | transfer definitywny               | [ 14 ]        |
| 22 listopada 2024 | PO      | 86    | Mateusz Pomietło   | Cracovia II            | przeniesienie do pierwszej drużyny | [ 15 ]        |
| 7 lutego 2025     | OB      | 4     | Gustav Henriksson  | IF Elfsborg            | transfer definitywny               | [ 16 ] [ 17 ] |
| 19 lutego 2025    | PO      | 10    | Martin Minczew     | Çaykur Rizespor        | transfer definitywny               | [ 18 ]        |
| 22 lutego 2025    | OB      | 39    | Mauro Perković     | Dinamo Zagrzeb         | wypożyczenie                       | [ 19 ] [ 20 ] |
| 4 maja 2025       | PO      | 28    | Dawid Polak        | Cracovia U19           | przeniesienie do pierwszej drużyny | [ 21 ]        |

### Odeszli
| Data transferu   | Pozycja | Numer | Piłkarz           | Do klubu                     | Rodzaj transferu      | Źródło        |
| ---------------- | ------- | ----- | ----------------- | ---------------------------- | --------------------- | ------------- |
| 27 czerwca 2024  | PO      | 8     | Mathias Hebo      | Lyngby BK                    | koniec kontraktu      | [ 22 ] [ 23 ] |
| 8 lipca 2024     | PO      | 12    | Bartłomiej Kolec  | Wiślanie Jaśkowice           | wypożyczenie          | [ 24 ]        |
| 9 lipca 2024     | PO      | 15    | Maciej Mrozik     | KSZO Ostrowiec Świętokrzyski | wypożyczenie          | [ 25 ]        |
| 11 lipca 2024    | PO      | 7     | Patryk Makuch     | Raków Częstochowa            | transfer definitywny  | [ 26 ] [ 27 ] |
| 19 lipca 2024    | PO      | 17    | Kamil Ogorzały    | bez klubu                    | rozwiązanie kontraktu | [ 28 ]        |
| 30 sierpnia 2024 | OB      | 4     | Paweł Jaroszyński | US Salernitana 1919          | transfer definitywny  | [ 29 ] [ 30 ] |
| 4 września 2024  | PO      | 20    | Karol Knap        | Stal Mielec                  | wypożyczenie          | [ 31 ] [ 32 ] |
| 31 grudnia 2024  | PO      | 17    | Mateusz Bochnak   | Miedź Legnica                | transfer definitywny  | [ 33 ] [ 34 ] |
| 18 stycznia 2025 | PO      | 10    | Michał Rakoczy    | MKE Ankaragücü               | wypożyczenie          | [ 35 ]        |
| 19 lutego        | PO      | 8     | Jani Atanasow     | Puszcza Niepołomice          | wypożyczenie          | [ 36 ] [ 37 ] |

### Sztab szkoleniowy
| Pierwszy trener                   | Dawid Kroczek                      |
| --------------------------------- | ---------------------------------- |
| Asystent trenera                  | Tomasz Jasik                       |
| Asystent trenera, analityk        | Łukasz Cebula                      |
| Asystent trenera, analityk        | Kamil Biel                         |
| Asystent trenera, analityk        | Konrad Stańczyk                    |
| Dyrektor techniczny               | Filip Trubalski                    |
| Kierownik drużyny                 | Michał Nawrot                      |
| Trener bramkarzy                  | Maciej Palczewski                  |
| Trener bramkarzy                  | Marcin Cabaj                       |
| Trener przygotowania motorycznego | Dariusz Ząbek (do 30 grudnia 2024) |
| Trener przygotowania motorycznego | Jakub Sage (od 30 grudnia 2024)    |
| Trener przygotowania motorycznego | Paweł Drechsler                    |
| Główny fizjoterapeuta             | Dominik Kożuch                     |
| Fizjoterapeuta                    | Przemysław Kutera                  |
| Fizjoterapeuta                    | Michał Paciorek                    |
| Lekarz klubowy                    | Przemysław Pękala                  |
| Kit manager                       | Paulina Grzybowska                 |

Źródło:

## Mecze towarzyskie
| 29 czerwca 2024        | Cracovia          | 2:1   | Polonia Bytom |                                  |
| 12:00 CEST (UTC+02:00) | Bochniak 80', 83' | (0:1) | 38' Wojtyra   | Cracovia Training Center, Rączna |

| 3 lipca 2024           | Cracovia                     | 0:1   | Radomiak Radom |                                                                            |
| 17:00 CEST (UTC+02:00) |                              | (0:1) | 27' (k) Rocha  | Boisko hotelu Sielanka nad Pilicą, Warka Sędzia: Norbert Chrząstek (Radom) |
| 17:00 CEST (UTC+02:00) | 52' Luizão · 85' Snopczyński | (0:1) |                | Boisko hotelu Sielanka nad Pilicą, Warka Sędzia: Norbert Chrząstek (Radom) |

| 6 lipca 2024           | Cracovia                                     | 3:0   | Omonia Nikozja |  |
| 18:00 CEST (UTC+02:00) | Atanasow 23' (k) · Bzdyl 78' · Bochnak 90+1' | (1:0) |                |  |
| 18:00 CEST (UTC+02:00) | 15' Marić                                    | (1:0) |                |  |

| 13 lipca 2024          | Cracovia    | 2:4 | Baník Ostrawa                                          |                                  |
| 11:00 CEST (UTC+02:00) | brak danych |     | 37' Kašpárek · 45' Málek · 49' Jaroň · 78' Komljenovic | Cracovia Training Center, Rączna |

| 13 lipca 2024          | Cracovia                 | 0:1   | Sigma Ołomuniec |                          |
| 15:30 CEST (UTC+02:00) |                          | (0:1) | 23' Šíp         | Stadion Cracovii, Kraków |
| 15:30 CEST (UTC+02:00) | 56' Navratil · 63' Fiala | (0:1) |                 | Stadion Cracovii, Kraków |

| 1 stycznia 2025        | Cracovia                                                                     | 6:4 Transmisja | Cracovia II                                          |                                                                                                  |
| 12:00 CEST (UTC+02:00) | Doba 13' · Maigaard 17' · Rózga 24' · Bzdyl 46' · Ciejka 53' · Lachowicz 57' | (3:1)          | 25' Tabor · 34' Mamroł · 55' Madejski · 57' Gorszkow | Stadion Cracovii im. Józefa Piłsudskiego, Kraków Widzów: 5 003 Sędzia: Sławomir Steczko (Kraków) |

{{Mecz}} Linki zewnętrzne: "wynik".
| 10 stycznia 2025      | Cracovia                         | 2:3   | Puszcza Niepołomice                       |                                                                             |
| 11:00 CET (UTC+01:00) | Maigaard 5' · Sokołowski 90' (k) | (1:3) | 14' Radecki · 17' Siemaszko · 40' Serafin | Cracovia Training Center, Rączna Widzów: 100 Sędzia: Tomasz Musiał (Kraków) |

| 14 stycznia 2025      | Cracovia  | 1:2 Transmisja | NŠ Mura                    |                             |
| 11:00 TRT (UTC+03:00) | Bzdyl 24' | (1:1)          | 23' Pišek · 80' (k) Maroša | Titanic Sport Center, Belek |
| 11:00 TRT (UTC+03:00) | Rózga     | (1:1)          | Cipot                      | Titanic Sport Center, Belek |

| 18 stycznia 2025 | Cracovia                                  | 3:2   | Napredak Kruševac           |                                                                      |
| 11:00            | Maigaard 16' · Ólafsson 45' · Källman 75' | (2:0) | 84' Marinković · 90' Bubanj | Susesi Football Centre, Belek Sędzia: Nikola Dabanović, (Czarnogóra) |

| 24 stycznia 2025 | Cracovia | 1:2 | Sanfrecce Hiroszima |                                                      |
| 8:30             | Gol      |     | Gol · Gol           | Sueno Hotels, Belek Widzów: bez udziału publiczności |

| 2 lutego 2025         | Cracovia | 0:1 | GKS Jastrzębie    |                                  |
| 11:30 CET (UTC+01:00) |          |     | 88' (k) Bednarski | Cracovia Training Center, Rączna |

## Rozgrywki

### Ekstraklasa

#### Tabela
| Lp. | Drużyna            | M  | Z  | R | P  | B+ | B– | +/– | Pkt | Kwalifikacja lub spadek                   |
| --- | ------------------ | -- | -- | - | -- | -- | -- | --- | --- | ----------------------------------------- |
| 4   | Pogoń Szczecin     | 34 | 17 | 7 | 10 | 59 | 40 | +19 | 58  |                                           |
| 5   | Legia Warszawa (P) | 34 | 15 | 9 | 10 | 60 | 45 | +15 | 54  | Liga Europy UEFA • I runda kwalifikacyjna |
| 6   | Cracovia           | 34 | 14 | 9 | 11 | 58 | 53 | +5  | 51  |                                           |
| 7   | Motor Lublin       | 34 | 14 | 7 | 13 | 48 | 59 | −11 | 49  |                                           |
| 8   | GKS Katowice       | 34 | 14 | 7 | 13 | 49 | 47 | +2  | 49  |                                           |

1. 1 2  Mecze bezpośrednie, liczba punktów: Motor: 4, Katowice: 1.

#### Miejsca po danych kolejkach
| Drużyna \ Kolejka | 1        | 2 | 3 | 4 | 5 | 6 | 7 | 8 | 9 | 10 | 11 | 12 | 13 | 14 | 15 | 16 | 17 | 18 | 19 | 20 | 21 | 22 | 23 | 24 | 25 | 26 | 27 | 28 | 29 | 30 | 31 | 32 | 33 | 34 |   |
| ----------------- | -------- | - | - | - | - | - | - | - | - | -- | -- | -- | -- | -- | -- | -- | -- | -- | -- | -- | -- | -- | -- | -- | -- | -- | -- | -- | -- | -- | -- | -- | -- | -- | - |
| Drużyna \ Kolejka | Cracovia | 7 | 6 | 9 | 8 | 4 | 2 | 5 | 2 | 2  | 4  | 3  | 4  | 4  | 4  | 4  | 4  | 4  | 5  | 5  | 5  | 6  | 6  | 6  | 6  | 7  | 6  | 6  | 6  | 7  | 6  | 6  | 8  | 6  | 6 |

Uwaga: Linia pionowa oznacza zimową przerwę w rozgrywkach.

#### Mecze
| Ekstraklasa 121 lipca 2024 | Cracovia                                  | 1:1   | Piast Gliwice  | |
| 14:45 CEST (UTC+02:00)     | van Buren 89'                             | (0:1) | 18' Félix      | Stadion Cracovii im. Józefa Piłsudskiego, Kraków Widzów: 10 698 Sędzia: Daniel Stefański (Bydgoszcz) |
| 14:45 CEST (UTC+02:00)     | Glik 73' · Ólafsson 77' · Al-Ammari 90+5' | (0:1) | 58' Czerwiński | Stadion Cracovii im. Józefa Piłsudskiego, Kraków Widzów: 10 698 Sędzia: Daniel Stefański (Bydgoszcz) |

| Ekstraklasa 229 lipca 2024 | Raków Częstochowa       | 0:1   | Cracovia                  |                                                                                                  |
| 19:00 CEST (UTC+02:00)     |                         | (0:0) | 48' Maigaard              | Miejski Stadion Piłkarski Raków, Częstochowa Widzów: 5 481 Sędzia: Tomasz Kwiatkowski (Warszawa) |
| 19:00 CEST (UTC+02:00)     | Pestka 73' · Carlos 77' | (0:0) | 43' Al-Ammari · 60' Jugas | Miejski Stadion Piłkarski Raków, Częstochowa Widzów: 5 481 Sędzia: Tomasz Kwiatkowski (Warszawa) |

| Ekstraklasa 35 sierpnia 2024 | Cracovia                  | 1:3   | Widzew Łódź                                                               | |
| 19:00 CEST (UTC+02:00)       | Källman 4'                | (1:1) | 21' Łukowski · 84' Álvarez · 90+12' Rondić                                | Stadion Cracovii im. Józefa Piłsudskiego, Kraków Widzów: 11 933 Sędzia: Jarosław Przybył (Kluczbork) |
| 19:00 CEST (UTC+02:00)       | Rózga 23' · Kakabadze 47' | (1:1) | 12' Ibiza · 36' Kozlovsky · 90+5' Hanousek · 90+6' Klimek · 90+13' Rondić | Stadion Cracovii im. Józefa Piłsudskiego, Kraków Widzów: 11 933 Sędzia: Jarosław Przybył (Kluczbork) |

| Ekstraklasa 410 sierpnia 2024 | Korona Kielce                                   | 0:2   | Cracovia                                           |                                                                   |
| 17:30 CEST (UTC+02:00)        |                                                 | (0:1) | 37' Ghiță · 59' van Buren                          | Arena Kielce, Kielce Widzów: 11 931 Sędzia: Wojciech Myć (Lublin) |
| 17:30 CEST (UTC+02:00)        | Fornalczyk 50' · Kośmicki 62' · Matuszewski 66' | (0:1) | 9' Ghiță · 55' Maigaard · 74' Kakabadze · 82' Glik | Arena Kielce, Kielce Widzów: 11 931 Sędzia: Wojciech Myć (Lublin) |

| Ekstraklasa 517 sierpnia 2024 | Jagiellonia Białystok          | 2:4   | Cracovia                                    |                                                                            |
| 14:45 CEST (UTC+02:00)        | Diaby-Fadiga 12' · Kubicki 26' | (2:2) | 3', 53' Källman · 30' Jugas · 90+4' Bochnak | Stadion Miejski, Białystok Widzów: 17 078 Sędzia: Szymon Marciniak (Płock) |
| 14:45 CEST (UTC+02:00)        | Moutinho 79'                   | (2:2) | 79' Rózga · 90+3' Atanasow                  | Stadion Miejski, Białystok Widzów: 17 078 Sędzia: Szymon Marciniak (Płock) |

| Ekstraklasa 624 sierpnia 2024 | Cracovia                                        | 3:2   | Górnik Zabrze                            |                                                                                            |
| 17:30 CEST (UTC+02:00)        | Rózga 26' · Hasić 73' · Manu Sánchez 78' (sam.) | (1:2) | 20' Rasak · 33' Ismaheel                 | Stadion Cracovii im. Józefa Piłsudskiego, Kraków Widzów: 10 106 Sędzia: Paweł Malec (Łódź) |
| 17:30 CEST (UTC+02:00)        | Kakabadze 88'                                   | (1:2) | 29' Janža · 57' Janicki · 84' Szcześniak | Stadion Cracovii im. Józefa Piłsudskiego, Kraków Widzów: 10 106 Sędzia: Paweł Malec (Łódź) |

| Ekstraklasa 731 sierpnia 2024 | Radomiak Radom           | 2:1   | Cracovia                                   |                                                                                       |
| 20:15 CEST (UTC+02:00)        | Rocha 5' · Ouattara 59'  | (1:0) | 62' Ólafsson                               | Stadion im. Braci Czachorów, Radom Widzów: 7 799 Sędzia: Jarosław Przybył (Kluczbork) |
| 20:15 CEST (UTC+02:00)        | Ouattara 10' · Donis 21' | (1:0) | 61' Ólafsson · 73' Jugas · 90+5' van Buren | Stadion im. Braci Czachorów, Radom Widzów: 7 799 Sędzia: Jarosław Przybył (Kluczbork) |

| Ekstraklasa 814 września 2024 | Cracovia                 | 2:1   | Pogoń Szczecin                                   |                                                                                                  |
| 17:30 CEST (UTC+02:00)        | Maigaard 20' · Ghiță 90' | (1:0) | 72' Borges                                       | Stadion Cracovii im. Józefa Piłsudskiego, Kraków Widzów: brak danych Sędzia: Piotr Lasyk (Bytom) |
| 17:30 CEST (UTC+02:00)        | Rózga 76'                | (1:0) | 32' Kuluris · 69', 90+3' Łukasiak · 88' Ulvestad | Stadion Cracovii im. Józefa Piłsudskiego, Kraków Widzów: brak danych Sędzia: Piotr Lasyk (Bytom) |

| Ekstraklasa 921 września 2024 | Puszcza Niepołomice                                                                                      | 1:2   | Cracovia                                           |                                                                                                  |
| 12:15 CEST (UTC+02:00)        | Kosidis 6'                                                                                               | (1:1) | 15' Ghiță · 67' Kakabadze                          | Stadion Cracovii im. Józefa Piłsudskiego, Kraków Widzów: 4 095 Sędzia: Sebastian Krasny (Kraków) |
| 12:15 CEST (UTC+02:00)        | Kosidis 2' · Stępień 6' · Cholewiak 18' · Abramowicz 45+1' · Crăciun 47', 78' · Revenco 56' · Jakuba 75' | (1:1) | 47' Rózga · 62' Kakabadze · 76' Rakoczy · 81' Glik | Stadion Cracovii im. Józefa Piłsudskiego, Kraków Widzów: 4 095 Sędzia: Sebastian Krasny (Kraków) |

| Ekstraklasa 1030 września 2024 | Cracovia        | 1:1   | Stal Mielec                                                |                                                                                                   |
| 19:00 CEST (UTC+02:00)         | Källman 86' (k) | (0:1) | 30' Guillaumier                                            | Stadion Cracovii im. Józefa Piłsudskiego, Kraków Widzów: 8 873 Sędzia: Patryk Gryckiewicz (Toruń) |
| 19:00 CEST (UTC+02:00)         | Glik 90+6'      | (0:1) | 9' Guillaumier · 34', 85' Senger · 70' Dadok · 74' Mądrzyk | Stadion Cracovii im. Józefa Piłsudskiego, Kraków Widzów: 8 873 Sędzia: Patryk Gryckiewicz (Toruń) |

| Ekstraklasa 116 października 2024 | Śląsk Wrocław                                            | 2:4   | Cracovia                                                    |                                                                        |
| 14:45 CEST (UTC+02:00)            | Petrow 2' · Guercio 8'                                   | (2:1) | 21' (k) Källman · 47' Jugas · 68' van Buren · 76' (k) Hasić | Tarczyński Arena, Wrocław Widzów: 14 482 Sędzia: Wojciech Myć (Lublin) |
| 14:45 CEST (UTC+02:00)            | Samiec-Talar 34' · Petkow 36' · Szota 62' · Żukowski 74' | (2:1) | 32' Hasić · 84' Rózga                                       | Tarczyński Arena, Wrocław Widzów: 14 482 Sędzia: Wojciech Myć (Lublin) |

| Ekstraklasa 1219 października 2024 | Cracovia                  | 0:2   | Lech Poznań                          | |
| 20:15 CEST (UTC+02:00)             |                           | (0:0) | 53' Ishak · 57' Wålemark             | Stadion Cracovii im. Józefa Piłsudskiego, Kraków Widzów: 13 449 Sędzia: Jarosław Przybył (Kluczbork) |
| 20:15 CEST (UTC+02:00)             | Kakabadze 15' · Ghiță 22' | (0:0) | 23' Murawski · 38' Milić · 44' Sousa | Stadion Cracovii im. Józefa Piłsudskiego, Kraków Widzów: 13 449 Sędzia: Jarosław Przybył (Kluczbork) |

| Ekstraklasa 1326 października 2024 | Cracovia                                               | 6:2   | Motor Lublin                         |                                                                                                 |
| 14:45 CEST (UTC+02:00)             | Ólafsson 6', 44', 72' · Källman 77', 79' · Bochnak 86' | (2:2) | 2' Stolarski · 8' Scalet             | Stadion Cracovii im. Józefa Piłsudskiego, Kraków Widzów: 10 007 Sędzia: Marcin Kochanek (Opole) |
| 14:45 CEST (UTC+02:00)             | Atanasow 39' · Hasić 41' · Skovgaard 76'               | (2:2) | 49' Rudol · 61' Samper · 69' Ceglarz | Stadion Cracovii im. Józefa Piłsudskiego, Kraków Widzów: 10 007 Sędzia: Marcin Kochanek (Opole) |

| Ekstraklasa 143 listopada 2024 | Lechia Gdańsk                                                                | 1:2   | Cracovia                   |                                                                             |
| 17:30 CET (UTC+01:00)          | Pllana 77'                                                                   | (0:2) | 4' (k), 44' Källman        | Polsat Plus Arena, Gdańsk Widzów: 10 711 Sędzia: Patryk Gryckiewicz (Toruń) |
| 17:30 CET (UTC+01:00)          | Conrado 18', 35' · Żelizko 36' · Chindris 48' · Pllana 90+1' · Wjunnyk 90+7' | (0:2) | 18' Sokołowski · 90' Ravas | Polsat Plus Arena, Gdańsk Widzów: 10 711 Sędzia: Patryk Gryckiewicz (Toruń) |

| Ekstraklasa 159 listopada 2024 | Cracovia                                                          | 3:4   | GKS Katowice                                      | |
| 14:45 CET (UTC+01:00)          | Maigaard 45+3', 70' · Källman 90+3'                               | (1:2) | 15', 39' Mak · 62' Błąd · 90+7' Wasielewski       | Stadion Cracovii im. Józefa Piłsudskiego, Kraków Widzów: 10 679 Sędzia: Damian Sylwestrzak (Wrocław) |
| 14:45 CET (UTC+01:00)          | Sokołowski 29' · Ravas 90+8' · Hoskonen 90+10' · Al-Ammari 90+10' | (1:2) | 50' Klemenz · 52' Bergier · 82' Mak · 90+10' Błąd | Stadion Cracovii im. Józefa Piłsudskiego, Kraków Widzów: 10 679 Sędzia: Damian Sylwestrzak (Wrocław) |

| Ekstraklasa 1623 listopada 2024 | Legia Warszawa                             | 3:2   | Cracovia                   |                                                                               |
| 20:15 CET (UTC+01:00)           | Kapustka 17' (k) · Gual 26' · Urbański 39' | (3:1) | 34' Källman · 79' Maigaard | Stadion Wojska Polskiego, Warszawa Widzów: 25 121 Sędzia: Piotr Lasyk (Bytom) |
| 20:15 CET (UTC+01:00)           | Pankov 21' · Morishita 67' · Kobylak 90+2' | (3:1) |                            | Stadion Wojska Polskiego, Warszawa Widzów: 25 121 Sędzia: Piotr Lasyk (Bytom) |

| Ekstraklasa 1729 listopada 2024 | Cracovia  | 1:1   | Zagłębie Lubin                                                        |                                                                                               |
| 18:00 CET (UTC+01:00)           | Bzdyl 10' | (1:0) | 90+3' Jach                                                            | Stadion Cracovii im. Józefa Piłsudskiego, Kraków Widzów: 9 329 Sędzia: Damian Kos (Wejherowo) |
| 18:00 CET (UTC+01:00)           | Rózga 86' | (1:0) | 9' Nalepa · 83' Kurminowski · 86' Kopacz · 89' Dąbrowski · 90+4' Jach | Stadion Cracovii im. Józefa Piłsudskiego, Kraków Widzów: 9 329 Sędzia: Damian Kos (Wejherowo) |

| Ekstraklasa 188 grudnia 2024 | Piast Gliwice                 | 0:0   | Cracovia                  |                                                                             |
| 12:15 CET (UTC+01:00)        |                               | (0:0) |                           | Stadion Miejski, Gliwice Widzów: 4 650 Sędzia: Jarosław Przybył (Kluczbork) |
| 12:15 CET (UTC+01:00)        | Leśniak 58' · Katsantonis 78' | (0:0) | 66' Kakabadze · 84' Ghiță | Stadion Miejski, Gliwice Widzów: 4 650 Sędzia: Jarosław Przybył (Kluczbork) |

| Ekstraklasa 191 lutego 2025 | Cracovia             | 0:0   | Raków Częstochowa                         |                                                                                                  |
| 17:30 CET (UTC+01:00)       |                      | (0:0) |                                           | Stadion Cracovii im. Józefa Piłsudskiego, Kraków Widzów: 12 704 Sędzia: Łukasz Kuźma (Białystok) |
| 17:30 CET (UTC+01:00)       | Kroczek (trener) 21' | (0:0) | 84' Brunes · 90+5' Berggren · 90+6' Tudor | Stadion Cracovii im. Józefa Piłsudskiego, Kraków Widzów: 12 704 Sędzia: Łukasz Kuźma (Białystok) |

| Ekstraklasa 209 lutego 2025 | Widzew Łódź         | 1:1   | Cracovia                        |                                                                           |
| 14:45 CET (UTC+01:00)       | Ólafsson 15' (sam.) | (1:1) | 18' (k) Källman                 | Stadion Widzewa, Łódź Widzów: 17 337 Sędzia: Daniel Stefański (Bydgoszcz) |
| 14:45 CET (UTC+01:00)       | Silva 24'           | (1:1) | 88' Maigaard · 90+3' Śmiglewski | Stadion Widzewa, Łódź Widzów: 17 337 Sędzia: Daniel Stefański (Bydgoszcz) |

| Ekstraklasa 2114 lutego 2025 | Cracovia                       | 1:1   | Korona Kielce                                                   |                                                                                               |
| 18:00 CET (UTC+01:00)        | Sokołowski 90+1'               | (0:1) | 32' (sam.) Ghiță                                                | Stadion Cracovii im. Józefa Piłsudskiego, Kraków Widzów: 7 719 Sędzia: Damian Kos (Wejherowo) |
| 18:00 CET (UTC+01:00)        | Al-Ammari 27' · Sokołowski 56' | (0:1) | 18' Nono · 38', 48' Strzeboński · 48' Fornalczyk · 74' Kamiński | Stadion Cracovii im. Józefa Piłsudskiego, Kraków Widzów: 7 719 Sędzia: Damian Kos (Wejherowo) |

| Ekstraklasa 2223 lutego 2025 | Cracovia                  | 2:2   | Jagiellonia Białystok           | |
| 14:45 CET (UTC+01:00)        | Bzdyl 73' · van Buren 85' | (0:2) | 34' Czurlinow · 39' Imaz        | Stadion Cracovii im. Józefa Piłsudskiego, Kraków Widzów: 11 482 Sędzia: Daniel Stefański (Bydgoszcz) |
| 14:45 CET (UTC+01:00)        | Rózga 28' · Kakabadze 46' | (0:2) | 69' Diaby-Fadiga · 78' Moutinho | Stadion Cracovii im. Józefa Piłsudskiego, Kraków Widzów: 11 482 Sędzia: Daniel Stefański (Bydgoszcz) |

| Ekstraklasa 2328 lutego 2025 | Górnik Zabrze            | 0:1   | Cracovia           |                                                                                |
| 20:30 CET (UTC+01:00)        |                          | (0:0) | 58' (sam.) Janicki | Stadion im. Ernesta Pohla, Zabrze Widzów: 12 472 Sędzia: Karol Arys (Szczecin) |
| 20:30 CET (UTC+01:00)        | Sarapata 39' · Szala 49' | (0:0) | 47' Maigaard       | Stadion im. Ernesta Pohla, Zabrze Widzów: 12 472 Sędzia: Karol Arys (Szczecin) |

| Ekstraklasa 248 marca 2025 | Cracovia     | 1:2   | Radomiak Radom              |                                                                                             |
| 14:45 CET (UTC+01:00)      | Maigaard 12' | (1:0) | 51' Wolski · 90+1' Dadashov | Stadion Cracovii im. Józefa Piłsudskiego, Kraków Widzów: 11 081 Sędzia: Piotr Lasyk (Bytom) |
| 14:45 CET (UTC+01:00)      | Källman 55'  | (1:0) | 41' Tapsoba · 59' Burch     | Stadion Cracovii im. Józefa Piłsudskiego, Kraków Widzów: 11 081 Sędzia: Piotr Lasyk (Bytom) |

| Ekstraklasa 2514 marca 2025 | Pogoń Szczecin                                                                      | 5:2   | Cracovia                                   |                                                                                                   |
| 20:30 CET (UTC+01:00)       | Ulvestad 45+2', 90+6' · Kakabadze 45+7' (sam.) · Kuluris 82' (k) · Ghiță 84' (sam.) | (2:2) | 5' (k), 11' Källman                        | Stadion Miejski im. Floriana Krygiera, Szczecin Widzów: 19 227 Sędzia: Bartosz Frankowski (Toruń) |
| 20:30 CET (UTC+01:00)       | Lisowski 87'                                                                        | (2:2) | 45+2' Perković · 63' van Buren · 73' Hasić | Stadion Miejski im. Floriana Krygiera, Szczecin Widzów: 19 227 Sędzia: Bartosz Frankowski (Toruń) |

| Ekstraklasa 2629 marca 2025 | Cracovia                                    | 3:1   | Puszcza Niepołomice |                                                                                                   |
| 14:45 CET (UTC+01:00)       | Kakabadze 44' · Källman 45+4' · Minczew 50' | (2:1) | 16' Kosidis         | Stadion Cracovii im. Józefa Piłsudskiego, Kraków Widzów: 11 530 Sędzia: Sebastian Krasny (Kraków) |
| 14:45 CET (UTC+01:00)       | Minczew 17' · Källman 39' · Śmiglewski 80'  | (2:1) | 28', 90+2' Serafin  | Stadion Cracovii im. Józefa Piłsudskiego, Kraków Widzów: 11 530 Sędzia: Sebastian Krasny (Kraków) |

| Ekstraklasa 274 kwietnia 2025 | Stal Mielec     | 1:1   | Cracovia                     |                                                                                                 |
| 18:00 CEST (UTC+02:00)        | Wolsztyński 11' | (1:0) | 59' Källman                  | Stadion Miejskiego Ośrodka Sportu i Rekreacji, Mielec Widzów: 5 184 Sędzia: Piotr Lasyk (Bytom) |
| 18:00 CEST (UTC+02:00)        | Dadok 50'       | (1:0) | 37' Minczew · 53' Henriksson | Stadion Miejskiego Ośrodka Sportu i Rekreacji, Mielec Widzów: 5 184 Sędzia: Piotr Lasyk (Bytom) |

| Ekstraklasa 2812 kwietnia 2025 | Cracovia                          | 2:4   | Śląsk Wrocław                                      |                                                                                                  |
| 17:30 CEST (UTC+02:00)         | Petkow 45+5' (sam.) · Källman 79' | (1:1) | 28' Żukowski · 49' Macenko · 58' Pozo · 90+3' İnce | Stadion Cracovii im. Józefa Piłsudskiego, Kraków Widzów: 12 011 Sędzia: Łukasz Kuźma (Białystok) |
| 17:30 CEST (UTC+02:00)         | Sokołowski 89' · Minczew 90'      | (1:1) |                                                    | Stadion Cracovii im. Józefa Piłsudskiego, Kraków Widzów: 12 011 Sędzia: Łukasz Kuźma (Białystok) |

| Ekstraklasa 2921 kwietnia 2025 | Lech Poznań                | 2:1   | Cracovia                                     |                                                                      |
| 20:15 CEST (UTC+02:00)         | Ishak 38' · Sousa 76'      | (1:0) | 70' Kakabadze                                | Enea Stadion, Poznań Widzów: 27 708 Sędzia: Szymon Marciniak (Płock) |
| 20:15 CEST (UTC+02:00)         | Kozubal 69' · Murawski 90' | (1:0) | 49' Janasik · 82' Biedrzycki · 90+2' Minczew | Enea Stadion, Poznań Widzów: 27 708 Sędzia: Szymon Marciniak (Płock) |

| Ekstraklasa 3026 kwietnia 2025 | Motor Lublin                                | 0:1   | Cracovia                                     |                                                                          |
| 17:30 CEST (UTC+02:00)         |                                             | (0:0) | 68' Perković                                 | Motor Lublin Arena, Lublin Widzów: 14 777 Sędzia: Damian Kos (Wejherowo) |
| 17:30 CEST (UTC+02:00)         | Samper 31', 49' · Scalet 57' · Najemski 85' | (0:0) | 43' Ghiță · 63', 90+5' Kakabadze · 73' Rózga | Motor Lublin Arena, Lublin Widzów: 14 777 Sędzia: Damian Kos (Wejherowo) |

| Ekstraklasa 314 maja 2025 | Cracovia    | 0:2   | Lechia Gdańsk               |                                                                                             |
| 14:45 CEST (UTC+02:00)    |             | (0:0) | 49' Chłań · 87' (k) Żelizko | Stadion Cracovii im. Józefa Piłsudskiego, Kraków Widzów: 11 303 Sędzia: Piotr Lasyk (Bytom) |
| 14:45 CEST (UTC+02:00)    | Hasić 90+3' | (0:0) |                             | Stadion Cracovii im. Józefa Piłsudskiego, Kraków Widzów: 11 303 Sędzia: Piotr Lasyk (Bytom) |

| Ekstraklasa 3211 maja 2025 | GKS Katowice         | 2:1   | Cracovia      |                                                                         |
| 14:45 CEST (UTC+02:00)     | Kuusk 2' · Repka 78' | (1:1) | 36' Al-Ammari | Stadion Miejski, Katowice Widzów: 13 853 Sędzia: Damian Kos (Wejherowo) |
| 14:45 CEST (UTC+02:00)     | 18' Perković         | (1:1) |               | Stadion Miejski, Katowice Widzów: 13 853 Sędzia: Damian Kos (Wejherowo) |

| Ekstraklasa 3318 maja 2025 | Cracovia                                 | 3:1   | Legia Warszawa                                                 | |
| 14:45 CEST (UTC+02:00)     | Rózga 19' · Källman 55' · Henriksson 69' | (1:1) | 21' Szkuryn                                                    | Stadion Cracovii im. Józefa Piłsudskiego, Kraków Widzów: 13 709 Sędzia: Damian Sylwestrzak (Wrocław) |
| 14:45 CEST (UTC+02:00)     | Perković 42' · Källman 65'               | (1:1) | 34' Ziółkowski · 45+2' Oyedele · 70' Jędrzejczyk · 84' Kapuadi | Stadion Cracovii im. Józefa Piłsudskiego, Kraków Widzów: 13 709 Sędzia: Damian Sylwestrzak (Wrocław) |

| Ekstraklasa 3424 maja 2025 | Zagłębie Lubin | 1:2   | Cracovia                  |                                                                     |
| 17:30 CEST (UTC+02:00)     | Dąbrowski 47'  | (0:2) | 27' Hasić · 42' Perković  | Stadion Miejski, Lubin Widzów: 5 441 Sędzia: Łukasz Karski (Słupsk) |
| 17:30 CEST (UTC+02:00)     | Ćorluka 58'    | (0:2) | 74' Al-Ammari · 78' Rózga | Stadion Miejski, Lubin Widzów: 5 441 Sędzia: Łukasz Karski (Słupsk) |

### Puchar Polski
| I runda 24 września 2024 | Sandecja Nowy Sącz                                                                    | 3:2        | Cracovia                                                                         | |
| 13:00 CEST (UTC+02:00)   | Wilczyński 56', 117' · Kowalik 90+3'                                                  | (0:0, 2:2) | 81' Ghiță · 85' Hasić                                                            | Stadion im. Ojca Władysława Augustynka, Nowy Sącz Widzów: bez udziału publiczności Sędzia: Patryk Świerczek (Brzesko) |
| 13:00 CEST (UTC+02:00)   | Kołbon 27' · Wolsztyński 45+1' · Skałecki 57' · Kłos 79' · Słaby 88' · Polaček 120+1' | (0:0, 2:2) | 28' Rózga · 90+6' Kakabadze · 110' Maigaard · 116' Sokołowski · 120+2' Al-Ammari | Stadion im. Ojca Władysława Augustynka, Nowy Sącz Widzów: bez udziału publiczności Sędzia: Patryk Świerczek (Brzesko) |

## Występy piłkarzy
| Numer | Zawodnik                | Łącznie | Łącznie | Łącznie | Łącznie | Łącznie      | Łącznie      | Łącznie         | Ekstraklasa | Ekstraklasa | Ekstraklasa | Ekstraklasa | Ekstraklasa  | Ekstraklasa  | Ekstraklasa     | Puchary krajowe i międzynarodowe | Puchary krajowe i międzynarodowe | Puchary krajowe i międzynarodowe | Puchary krajowe i międzynarodowe | Puchary krajowe i międzynarodowe | Puchary krajowe i międzynarodowe | Puchary krajowe i międzynarodowe |
| Numer | Zawodnik                | Minuty  | Występy | Bramki  | Asysty  | Czyste konta | Żółta kartka | Czerwona kartka | Minuty      | Występy     | Bramki      | Asysty      | Czyste konta | Żółta kartka | Czerwona kartka | Minuty                           | Występy                          | Bramki                           | Asysty                           | Czyste konta                     | Żółta kartka                     | Czerwona kartka                  |
| ----- | ----------------------- | ------- | ------- | ------- | ------- | ------------ | ------------ | --------------- | ----------- | ----------- | ----------- | ----------- | ------------ | ------------ | --------------- | -------------------------------- | -------------------------------- | -------------------------------- | -------------------------------- | -------------------------------- | -------------------------------- | -------------------------------- |
| 3     | Andreas Skovgaard       | 570     | 6       | 0       | 0       | -            | 1            | 0               | 450         | 5           | 0           | 0           | -            | 1            | 0               | 120                              | 1                                | 0                                | 0                                | -                                | 0                                | 0                                |
| 4     | Paweł Jaroszyński       | 76      | 1       | 0       | 0       | -            | 0            | 0               | 76          | 1           | 0           | 0           | -            | 0            | 0               | 0                                | 0                                | 0                                | 0                                | -                                | 0                                | 0                                |
| 4     | Gustav Henriksson       | 1350    | 15      | 1       | 1       | -            | 1            | 0               | 1350        | 15          | 1           | 1           | -            | 1            | 0               | 0                                | 0                                | 0                                | 0                                | -                                | 0                                | 0                                |
| 5     | Virgil Ghiță            | 2660    | 31      | 4       | 3       | -            | 4            | 0               | 2540        | 29          | 3           | 3           | -            | 4            | 0               | 120                              | 1                                | 1                                | 0                                | -                                | 0                                | 0                                |
| 6     | Amir Al-Ammari          | 1242    | 31      | 1       | 4       | -            | 6            | 0               | 1122        | 30          | 1           | 4           | -            | 5            | 0               | 120                              | 1                                | 0                                | 0                                | -                                | 1                                | 0                                |
| 7     | Mick van Buren          | 1455    | 22      | 4       | 1       | -            | 1            | 1               | 1455        | 22          | 4           | 1           | -            | 1            | 1               | 0                                | 0                                | 0                                | 0                                | -                                | 0                                | 0                                |
| 8     | Jani Atanasow           | 394     | 11      | 0       | 1       | -            | 2            | 0               | 326         | 10          | 0           | 1           | -            | 2            | 0               | 68                               | 1                                | 0                                | 0                                | -                                | 0                                | 0                                |
| 9     | Benjamin Källman        | 3103    | 35      | 18      | 7       | -            | 3            | 0               | 2983        | 34          | 18          | 7           | -            | 3            | 0               | 120                              | 1                                | 0                                | 0                                | -                                | 0                                | 0                                |
| 10    | Michał Rakoczy          | 240     | 9       | 0       | 0       | -            | 1            | 0               | 240         | 9           | 0           | 0           | -            | 1            | 0               | 0                                | 0                                | 0                                | 0                                | -                                | 0                                | 0                                |
| 10    | Martin Minczew          | 336     | 11      | 1       | 0       | -            | 4            | 0               | 336         | 11          | 1           | 0           | -            | 4            | 0               | 0                                | 0                                | 0                                | 0                                | -                                | 0                                | 0                                |
| 11    | Mikkel Maigaard         | 2804    | 35      | 6       | 5       | -            | 4            | 0               | 2740        | 34          | 6           | 5           | -            | 3            | 0               | 64                               | 1                                | 0                                | 0                                | -                                | 1                                | 0                                |
| 13    | Sebastian Madejski      | 990     | 11      | 0       | 0       | 3            | 0            | 0               | 990         | 11          | 0           | 0           | 3            | 0            | 0               | 0                                | 0                                | 0                                | 0                                | 0                                | 0                                | 0                                |
| 14    | Ajdin Hasić             | 2206    | 30      | 4       | 7       | -            | 4            | 0               | 2131        | 29          | 3           | 7           | -            | 4            | 0               | 75                               | 1                                | 1                                | 0                                | -                                | 0                                | 0                                |
| 15    | Kamil Glik              | 810     | 9       | 0       | 0       | -            | 4            | 0               | 810         | 9           | 0           | 0           | -            | 4            | 0               | 0                                | 0                                | 0                                | 0                                | -                                | 0                                | 0                                |
| 16    | Bartosz Biedrzycki      | 751     | 23      | 0       | 2       | -            | 1            | 0               | 694         | 22          | 0           | 2           | -            | 1            | 0               | 57                               | 1                                | 0                                | 0                                | -                                | 0                                | 0                                |
| 17    | Mateusz Bochnak         | 226     | 14      | 2       | 0       | -            | 0            | 0               | 169         | 13          | 2           | 0           | -            | 0            | 0               | 57                               | 1                                | 0                                | 0                                | -                                | 0                                | 0                                |
| 18    | Filip Rózga             | 1842    | 30      | 2       | 1       | -            | 10           | 0               | 1796        | 29          | 2           | 1           | -            | 9            | 0               | 46                               | 1                                | 0                                | 0                                | -                                | 1                                | 0                                |
| 19    | Davíð Kristján Ólafsson | 2285    | 33      | 4       | 3       | -            | 2            | 0               | 2221        | 32          | 4           | 3           | -            | 2            | 0               | 64                               | 1                                | 0                                | 0                                | -                                | 0                                | 0                                |
| 20    | Karol Knap              | 46      | 1       | 0       | 0       | -            | 0            | 0               | 46          | 1           | 0           | 0           | -            | 0            | 0               | 0                                | 0                                | 0                                | 0                                | -                                | 0                                | 0                                |
| 21    | Kacper Śmiglewski       | 184     | 9       | 0       | 0       | -            | 2            | 0               | 184         | 9           | 0           | 0           | -            | 2            | 0               | 0                                | 0                                | 0                                | 0                                | -                                | 0                                | 0                                |
| 22    | Arttu Hoskonen          | 1099    | 14      | 0       | 0       | -            | 1            | 0               | 979         | 13          | 0           | 0           | -            | 1            | 0               | 120                              | 1                                | 0                                | 0                                | -                                | 0                                | 0                                |
| 23    | Fabian Bzdyl            | 408     | 11      | 2       | 0       | -            | 0            | 0               | 408         | 11          | 2           | 0           | -            | 0            | 0               | 0                                | 0                                | 0                                | 0                                | -                                | 0                                | 0                                |
| 24    | Jakub Jugas             | 2037    | 24      | 2       | 1       | -            | 2            | 0               | 2037        | 24          | 2           | 1           | -            | 2            | 0               | 0                                | 0                                | 0                                | 0                                | -                                | 0                                | 0                                |
| 25    | Otar Kakabadze          | 2698    | 31      | 3       | 2       | -            | 10           | 1               | 2634        | 30          | 3           | 2           | -            | 9            | 1               | 64                               | 1                                | 0                                | 0                                | -                                | 1                                | 0                                |
| 26    | Jakub Burek             | 120     | 1       | 0       | 0       | 0            | 0            | 0               | 0           | 0           | 0           | 0           | 0            | 0            | 0               | 120                              | 1                                | 0                                | 0                                | 0                                | 0                                | 0                                |
| 27    | Henrich Ravas           | 2070    | 23      | 0       | 0       | 3            | 2            | 0               | 2070        | 23          | 0           | 0           | 3            | 2            | 0               | 0                                | 0                                | 0                                | 0                                | 0                                | 0                                | 0                                |
| 28    | Dawid Polak             | 9       | 1       | 0       | 0       | -            | 0            | 0               | 9           | 1           | 0           | 0           | -            | 0            | 0               | 0                                | 0                                | 0                                | 0                                | -                                | 0                                | 0                                |
| 33    | Kuba Pestka             | 0       | 0       | 0       | 0       | -            | 0            | 0               | 0           | 0           | 0           | 0           | -            | 0            | 0               | 0                                | 0                                | 0                                | 0                                | -                                | 0                                | 0                                |
| 39    | Mauro Perković          | 582     | 8       | 2       | 0       | -            | 3            | 0               | 582         | 8           | 2           | 0           | -            | 3            | 0               | 0                                | 0                                | 0                                | 0                                | -                                | 0                                | 0                                |
| 43    | Konrad Golonka          | 0       | 0       | 0       | 0       | 0            | 0            | 0               | 0           | 0           | 0           | 0           | 0            | 0            | 0               | 0                                | 0                                | 0                                | 0                                | 0                                | 0                                | 0                                |
| 47    | Wiktor Mamroł           | 0       | 0       | 0       | 0       | -            | 0            | 0               | 0           | 0           | 0           | 0           | -            | 0            | 0               | 0                                | 0                                | 0                                | 0                                | -                                | 0                                | 0                                |
| 66    | Oskar Wójcik            | 1       | 1       | 0       | 0       | -            | 0            | 0               | 1           | 1           | 0           | 0           | -            | 0            | 0               | 0                                | 0                                | 0                                | 0                                | -                                | 0                                | 0                                |
| 72    | Oskar Lachowicz         | 1       | 1       | 0       | 0       | -            | 0            | 0               | 1           | 1           | 0           | 0           | -            | 0            | 0               | 0                                | 0                                | 0                                | 0                                | -                                | 0                                | 0                                |
| 77    | Patryk Janasik          | 522     | 12      | 0       | 0       | -            | 1            | 0               | 465         | 11          | 0           | 0           | -            | 1            | 0               | 57                               | 1                                | 0                                | 0                                | -                                | 0                                | 0                                |
| 86    | Mateusz Pomietło        | 0       | 0       | 1       | 0       | -            | 0            | 0               | 0           | 0           | 1           | 0           | -            | 0            | 0               | 0                                | 0                                | 0                                | 0                                | -                                | 0                                | 0                                |
| 88    | Patryk Sokołowski       | 1977    | 32      | 0       | 0       | -            | 5            | 0               | 1924        | 31          | 0           | 0           | -            | 4            | 0               | 53                               | 1                                | 0                                | 0                                | -                                | 1                                | 0                                |

Stan na: 24 maja 2025 r.
Uwagi: 

1. Tabela nie uwzględnia meczów towarzyskich.